# 創聖機械天使EVOL
《創聖大天使EVOL》（日語：アクエリオンEVOL）是一部日本SF機器人動畫，是2005年作品《創聖的亞庫艾里翁》的續篇作品，於2012年1月8日開始播映。續作創聖機械天使LOGOS於2015年7月播映。

## 故事
作為普通市民的阿瑪塔‧空，在播放《Aquaria舞動於空》的戲院中遇到看一次就迷上電影的御子乃‧鈴白，二人後來亦因為這個話題而開始到城中閒逛。這時候，Altair界向他們生活的城鎮進行兩年來幾乎沒有停過的攻擊，不同的是今次出現了新型Abductor，令人類一方——由Neo DEAVA管轄，並由聖天使學園學生操控的機械天使Aquaria沒法招架。戰火很快波及到剛剛認識的二人，阿瑪塔在危急關頭使用身體潛在的Element能力飛走，卻又突然被Aquaria系統選中為Vector Z駕駛員……
隨後，阿瑪塔和御子乃都在機緣巧合下加入Neo DEAVA，遇上了不少早被發掘的同學，亦親身見證和經歷不少曖昧關係的高潮起跌。這一切的發展都被Altair界某位神官未影‧神呂木看在眼內，隨之利用其神力和一手撫養的少年神樂‧戴姆里，不停向他們的星球Vega發動攻勢。然而，這些攻勢並不是依循著Altair界戰鬥的大方向，而是跟一部經歷多個一万二千年的神話有關。在真相和幻象遊走的眾人，既渴望打破命運的束縛，又對前世感覺難以抗拒，使這個機械天使的神話添上可歌可泣的新篇章。

## 登場角色

### 聖天使學園·男生
阿瑪塔·空（CV：梶裕貴）
男主角。稍微有點弱小，意志容易動搖的少年。
原為戲院放映機操作員，喜歡电影《Aquaria舞動於空》。對御子乃一見鍾情。
Element能力是空中飛翔——雙腳會發出橘色的光芒，有時更會從腳踝展現出一對發光的金色翅膀。當漂浮在空氣中的時候更有能力足以粉碎周圍的結構。經Aquarion的增幅後可以令一整部機體自由飛翔。平日只會在亢奮或恐懼時才不自覺發動。多納爾曾對持有這個能力的阿馬塔有「腳觸碰不了地面的男人」的負面評價。完成不動·尊的「墓穴特訓」以後可以在他的腳下自由召喚其翅膀飛翔以及其方向和速度。本身戰鬥力不強。
過去的他曾經因為不自覺發動Element能力而被眾人視為怪胎並且避開了他，他並認為母親艾莉西亞因而離開了他，從此在心裡形成了一道傷痕，不想再被別人「遺棄」。
為防止Element能力意外地發動，他將自身的Element能力視為「禁忌之力」並且隱藏，經常穿著一雙可加入若干金屬塊調整重量的靴子。第1話在亂戰中終於為御子乃發動能力，並意外的完成男女合體，因而被半強制入學聖天使學園。進入Vector Z的駕駛艙內時，背部曾展現了擬似幻象的翅膀，神樂稱之為「太陽之翼」。
其後決心擺脫對過去的執著，成功發動了無執不惑翼（DETACHMENT WING），這時即使是神樂的逆轉也無法消去其翅膀。
真正身份是前作的阿波羅（以及其前世翼犬波隆）的轉世，以及出雲和艾莉西亞的兒子。
潛意識覺得自己認識神樂，並且絕不能把御子乃交給神樂。據神樂所言，他並沒有氣味。其後神樂更指出，沒有氣味意味著他本人「並不存在」。
但隨後透露的事實是，阿瑪塔和神樂原來是同一個人。在艾莉西亞被召喚到天上去的時候，這時被御影用法術將其代表黑暗人格的一半從自身分裂出來，但剩下的自己卻沒有追上去。得知真相以後，被神樂認為是軟弱的自己。
遇上女生時亢奮特別強烈，加上潔希卡在初期不時對他作出親密行為或是說一些黃色笑話，使他經常不自覺發動Element能力，令御子乃非常不滿，正如她所言“他與任何人都可以飛起來”。
在第16話「實戰演習」之中與御子乃、潔希卡組成阿瑪塔隊，並且駕駛Aquarion EVOL與凱炎隊（Aquarion Gepard）在一廢棄小島上激戰，在初期被凱炎隊藉著Element能力處於劣勢。但即使在凱炎呼籲他投降以下，宣言絕對不承認命運，就算從12,000多年之前全部已成的定局，都會不惜一切代價反抗、跨越它。期間聽到潔希卡突然向自己表白時，其內心出現動搖。其後他和御子乃、潔希卡一起在駕駛艙內看見12,000多年之前發生的事件的影象，並且得知傳說中的神化型Aquarion（創聖機械天使）、阿波羅、西薇亞、不動·GEN、頭翅等12,000多年的真相。事後使他加重了神樂是阿波羅轉世的疑心。
由於MIX被捕獲，因此在第19話阿瑪塔和修雷特、潔希卡等人潛入Altair。當一行人潛入Altair的大本營時被發現，阿瑪塔在逃跑時無意中發現了其母親沉睡的急凍室。這時被趕來的Altair士兵和出雲所包圍，眾人以Aquarion Spada將其救出。其後Aquarion Spada成功發動了漆黑虛指彈後以其能力讓機體的推進器受填補空間所阻下仍然飛翔，讓眾人逃出Altair。
在第21話惡夢之中看到自己被神樂強行合為一體後自稱為「阿瑪神樂」並將御子乃強行抓走。驚醒以後強行駕駛Vector Z脫離Neo Deava，回到和御子乃初次邂逅但卻已經變成廢墟的城市。回到戲院內的房間時發現很多不是他貼的與艾莉西亞相關的照片。其後遇上潔希卡以後不久被捷陸畢姆·ヴェルルゼバ所追殺，嘗試營救被碎片壓著的潔希卡，卻被其以接吻的方式發動能力使他獨自飛起來逃走。其後在折斷的橋上遇上神樂，並從他口中得知他是「另一個我」的事實和原由。為了與神樂做個了斷，發動了金剛不惑翼（WING OF GLORY）並與神樂展開決戰。
在第22話為了營救被神樂抓走的御子乃而駕駛Vector Z並且與修雷特、潔希卡追擊。。
在第24話墜落Altair某處昏迷一段時間後被母親的聲音喚醒，重新駕駛Vector Z並向聲音的方向駛去。到了母親所在的位置後被她召入其急凍室內，從她口中得知當初拋棄他的苦衷以及他的父親是出雲·神呂木以後終於釋懷。然而這時神化型Aquarion（太陽機械天使）與Afra Gnis的戰鬥到了急凍室附近時，神話型Aquarion突然以肩部光束砲攻擊急凍室，他親眼看見母親被墜下的碎片擊中而死。其後趕往Afra Gnis墜毀現場與已經身受重傷的父親出雲相認，最終親眼看見父親最終倒在身旁去世。
在第25話重新駕駛Vector Z並向神樂的太陽戰機追擊，但未影駕駛的火星戰機和月亮戰機突然介入。這時與眾人駕駛的戰機出現，與眾人會合後駕駛Aquarion EVOL與未影的神來天翅交戰。雖然一再被擊退仍然全力持續戰鬥，在聽到所有人對他的呼喚後將完全發動自身能力，並在神樂逆轉的助推下攻入神來天翅內部，並與御子乃互相表白。
在故事最後與御子乃活著一起回到聖天使學園。
凱炎·鈴白（CV：鈴村健一、田村睦心（幼年））
原為海軍隊員。有著野性的強壯身軀，強大而可靠。有著處事笨拙的一面，也經常為周圍的人和事考慮。
御子乃的哥哥，從小便十分愛護妹妹。但因某種原因，很久以前已沒有與御子乃一同生活。
Element能力是絕望預知——未來的影像片段會投射於腦內，使看見將會降臨於側近的人身上的災難。他利用這能力來增強自己的狙擊技能。能力發動時，眉間會出現一紅色光點。經Aquarion的增幅後可以將腦內的預知影像讓全部機體人員看到有關片段。完成不動·尊的「墓穴特訓」以後使他的預知能力提升為瞬間預知，可以持續使用並且預知數秒鐘後的未來即將發生的事情，使其針對該事情作出先發製人的對策，其基本能量等級也有所上升。
他嘗試盡力保護其妹妹，因為其能力曾多次預言御子乃會因接近Aquarion而亡。另一方面，也曾多次預見「喪服的結婚儀式」——御子乃與神樂穿著喪服結婚，最後御子乃身心潰散的映像。他對於阿瑪塔導致御子乃接近Aquarion感到惱火，並懷疑阿瑪塔是否有保護御子乃的力量。不過隨著時間發展，他並承認御子乃如與認識她不久的阿馬塔初次見面的時候所言，真是希望改變她過去軟弱和絕望的個性。
實力為學園男學生之間的No.2。和修雷特一樣廣受女學生喜愛，在女學生之間被稱為「永遠的No.2」。
射擊手腕了得，即使蒙住雙眼狙擊隨機移動的目標，也幾乎可以百發百中。
被修雷特稱為「摯友」。雖然本人似乎不太樂意，但其實兩人感情不差，甚至可說是很關心修雷特。在他受傷時，讓趕過去的修雷特代替他繼續駕駛Vector Y戰機；其後修雷特昏迷以後亦特意開車去醫院接修雷特，謊稱自己只是出來巡邏的時候順路；到了最後修雷特在次元航道內力盡身亡時，他亦對於無力阻止其死亡而感到悲痛。
他是Neo DEAVA較上層的人以外最先注意到基恩身份異常的人，感到不對勁的他找修雷特商量後就斷定基恩是潛入Neo DEAVA的间谍，並對他揚言不打算相信他。
在「實戰演習」之中與山茶花、諸井組成凱炎隊，並且駕駛Aquarion Gepard與阿瑪塔隊（Aquarion EVOL）在一廢棄小島上激戰，雖然藉著山茶花、諸井與其Element能力在初期取得壓倒性的上風，但最後仍然被Aquarion EVOL以直接穿越時間軸空間而無法察覺的超時空無限拳擊敗。
在MIX被捕獲以後，企圖與阿瑪塔等人潛入Altair，但被修雷特擊昏。
在第21話阿瑪塔強行駕駛Vector Z脫離Neo Deava以後駕駛Vector X追擊並嘗試以絕望預知確定其位置時，再次預見「喪服的結婚儀式」的其中一部份。期後回到那個已經變成廢墟的城市。其後與修雷特、山茶花合體並與捷陸畢姆·ヴェルルゼバ交戰。這時卻看見「喪服的結婚儀式」的另一部份——神話型Aquarion的出現。
在第24話與安迪、諸井一起進攻Altair，在一開始來到Altair就捲入混戰。而與阿瑪塔會合後與未影的神來天翅交戰。
在第26話決戰之時登上曾由修雷特駕駛的Vector Y上陣，並由修雷特的靈體協助合體變成Aquarion Gepada，最後他與克蕾雅為避開炮擊而使用空間轉移撤退。
在故事最後一直在聖天使學園等待著阿瑪塔和御子乃的歸來。
安迪·W·霍爾（CV：鳥海浩輔）
樂天派，有著毫不怕生的性格，完全隨自己心情處事。一直戴著一頂帽子。
Element能力是挖掘力——能找出物質排列的弱點並加以利用，如找出土壤組合的弱點並進行挖掘。能力發動時，兩手會發出一金色的光。與填補空間為性質互為相反的力量。兩者並用的話，更可將敵人掉落洞穴下以後，再把洞穴封印以困著敵人。完成不動·尊的「墓穴特訓」以後使他力量變得更強，可以在挖掘的場所靠想像就不費吹灰之力以下挖出一連串洞穴，從手掌或眼睛隔空在任何牆壁或地板上挖出洞穴。不過他亦曾提及，他的Element能力其實不能在生物（包括人體）上挖出洞穴。其後更因Element能力出現暴走，四肢會失控地發出一金色的光並因進行挖洞而下沉，或會在空間直接開洞，經Aquarion的增幅後更會造成一個小型黑洞。不過其後他指出造成小型黑洞是偶然獲得的能力。
進入聖天使學園只是為了結識可愛的女生。為見到女生，一度在深夜時分於花園裡挖掘接通男女校園的地道。因為一次意外令阿瑪塔掉下其挖掘現場。在意氣相投以下，稱阿瑪塔為「挖穴兄弟」。「柏林圍牆」被擊毀以後則嘗試挖掘接通前往女子更衣室、女子宿舍的大浴場或是女生宿舍的地道。
超喜歡洞穴。但他亦說過，他討厭掉入其他人挖掘的洞穴。並對於諸井亦能夠以其Element能力挖洞非常不滿。
劇中因為不同的原因而未能跟女生實在地進行Aquarion合體，只曾在御子乃協助下作深層意識的介入。決心要把他的第一次Aquarion合體獻給MIX，其後與MIX合體的願望亦成真。
在第17話因為緊張口誤說出「填滿妳的洞」導致對MIX的表白失敗，受到嚴重的精神打擊而陷入抑鬱狀態。這時他Element能力出現暴走，身上會發出一黑色的氣並且無意識挖洞。這時身上會發出一黑色的氣並且無意識挖洞來逃避現實，靈氣等級越低就會挖得更深，在受驚以前都不會終止。看到MIX被帶走以後，他的絕望更為明顯，並一度以毆打阿瑪塔出氣。
MIX被捕獲後一直在其洞穴內消沉，直到次元之門打開以後，與阿瑪塔等人潛入Altair。為了救出MIX而不惜準備做出任何殘忍手段。當阿瑪塔等人潛入Altair的大本營時被發現時，為阿瑪塔製造逃生機會而被Altair士兵逮捕。在第20話的監獄內仍然使用Element能力越獄。其後在駕駛Aquarion Spada作戰期間親眼看見MIX（當時已自稱MIXY）原來已經變成男性並在敵機MIXY Gnis駕駛倉內，導致其Element能力出現更嚴重的暴走並造成一個小型黑洞，成功發動了漆黑虛指彈（BLACK HOLE ARROW），讓眾人逃出Altair。
在第21話回到Vega以後，能力仍然持續失控，變得容易下沉。只有已經被MIX的填補空間所填補過的地方因完全沒有間隙的分子結構而沒有下沉危險。
其後能夠重新控制自己的Element能力以後，在第24話駕駛Aquarion Gepard的四腳機器人模式並且發動了次元隧道彈（TUNNEL BULLET），創造擬似次元之門並讓眾人從Vega進攻Altair，在再度來到Altair就捲入混戰。以後為了令MIXY回想起來而與其交戰。在好不容易才接近以後終於說出「填滿妳心中裂開的大洞」並以能力製作黑洞將MIXY吸過來。然後和MIX一起被換下。
在第26話再度和MIX一同出擊與阿瑪塔合體迎戰神來天翅，但最終仍是不敵被神樂和潔西卡換下。
在故事最後一直在聖天使學園等待著阿瑪塔和御子乃的歸來。
修雷特·艾蘭（CV：浪川大輔）
天才樂器專家，喜歡即興表演的金髮碧眼美青年。
Element能力是精神演奏——可以不論距離遠近，以聲音（樂曲演奏）作媒介干涉特定對象的深層心理，有時候亦可作純粹窺視。擁有最強大的Element能力，但這能力在另一方面卻蘊含著強烈的負能量。完成不動·尊的「墓穴特訓」以後使他力量變得更強，可以在不需要任何樂器協助下直接發動能力而且能力可以發揮出感知他人的心理的效果，即使是逆轉能力亦難以破解。能力發動時會出現虛構樂器。
從小便富有音樂才能。幼時曾在彈奏鋼琴時誤用能力使父母相殘，並且為本人親眼目擊而造成他的過去灰暗。流言傳開後，輾轉間成為黑勢力的道具。
理事長克雷雅親自招攬的Element特招生。實力為學園男學生之間的No.1，其照片於女學生之間的銷量也是No.1。，同時也是和凱炎一樣廣受女學生喜愛
健康狀況不佳，故被免除參與一切常規訓練。由於錄取過程中發現致命的缺陷，其體弱多病的身體無法承受被Aquarion增幅過的Element能力，生命更會被削減。因此儘管在模擬戰中擁有十分優秀的成績，仍從未正式出擊。但對於駕駛Aquarion有著非比尋常的執著的他而言，就算因生命被削減而丟掉性命也在所不惜。
單方面稱凱炎為「摯友」，原因是「寂寞」。雖然對方似乎不太樂意，但其實兩人感情不差。
為了在未知的世界裡尋求未知的音色以完成他所奏響的最後旋律，因此他在第19話擊昏凱炎後與阿瑪塔等人潛入Altair。當阿瑪塔等人潛入Altair的大本營時被發現時，與潔希卡為阿瑪塔殿後。其後在駕駛Aquarion Spada作戰期間安迪的能力暴走時，無視病弱以自身能力控制著小型黑洞在箭頭上，成功發動了漆黑虛指彈（BLACK HOLE ARROW），讓眾人成功逃出Altair。回到Vega以後因力量耗盡而臥病在床，雖才剛脫離生命危險，但仍需靜養。
在第21話聽到「最終的舞臺呼喚我」以後，不穿上駕駛服駕駛Vector Y戰機並且一開始與凱炎、山茶花合體並與捷陸畢姆·ヴェルルゼバ交戰。這時卻因身體無法承受能力而吐血，生命等級異常低下而被換下。
在第22話再次駕駛Vector Y並且與阿瑪塔、潔希卡追擊。最終在次元航道內發現重疊在一起以後的Altair和Vega的音階的結果後，以最後一口氣發動了神融奏（FOR MY BEST FRIENDS），讓阿瑪塔和潔希卡安全到達Altair，並且以其鮮血將他創作的旋律寫在雙星之書上，結果留在次元航道內的他力盡身亡。
其Vector Y戰機在第26話決戰期間再度出現，在修雷特本人不存在由凱炎駕駛，並由其靈體協助下合體變成Aquarion Gepada。
諸井·多里薩（CV：佐藤健輔）
有著褐色肌膚，一副奢華的裝扮，戴上眼鏡，Neo Deava裡性格最為爽朗的男子。在南方出生，灼熱的太陽有如朋友，相對的對寒冷天氣沒轍。
在集合了多種多樣性格人物的聖天使學園裡，就像他的外表形像一樣，扮演一個理性吐糟角色。
擁有不少隱藏的愛好者。在班裡同學間有很高人望，有著「諸井所說的必定正確」之類的評價。
Element能力是脆弱力——將一切物質分子結構破壞，使物體受到輕微衝擊都能輕易破壞。這Element能力和物理攻擊進行組合便可以發揮出驚人的破壞力。
在第16話「實戰演習」之中與凱炎、山茶花組成凱炎隊，並且駕駛Aquarion Gepard與阿瑪塔隊（Aquarion EVOL）在一廢棄小島上激戰，雖然藉著其Element能力在初期取得壓倒性的上風，但最後仍然被Aquarion EVOL以超時空無限拳擊敗。
在第24話與安迪、諸井一起進攻Altair，在一開始來到Altair就捲入混戰。在第25話讓阿瑪塔代替自己與凱炎、柚葉合體。最後在第26話被克蕾雅理事長從Vector Z上換下。
阿克巴爾基恩·巴德巴艾爾
詳細請參閱「基恩·姆梭文」

### 聖天使學園·女生
御子乃·鈴白（聲：茅野愛衣）
女主角之一。一名對自己沒有信心，僅差一步之遙卻無論如何也踏不出去的女孩。
外貌除了身材外幾乎與潔希卡·王相反（碧綠色的眼睛、紫色長髮和白皙的皮膚）。
遺傳Element能力的家族——鈴白家的成員，凱炎的妹妹。
被視為家族中唯一一位「沒有能力」的成員，故從小便相當自卑、缺乏自信，甚至不敢獨自離開家裡。只有在對著抱有好感的阿瑪塔時才毫不顧忌。
起初認為自己一事無成，面對危機只會一味逃避。其後發現自己一直被兄長和阿馬塔所保護，認為不可再使他們因自己而受傷，故鼓起勇氣踏出保護網。
在第9話被不動確認其Element能力是維繫——可以不論對方實際情況如何，讓人與人之間的深層意識直接連結起來。最初只能在經過Aquarion增幅後才能發動。由於能力特殊，一般Element能力測定儀都無法測試出來。藉由與其他Element的能力與感覺一同“連結”，成為可以使原有的能力發揮出幾倍，幾十倍的力量的“中轉點”。但她亦曾提及，她的Element能力不像其他人那樣為戰鬥用途。
喜歡阿瑪塔，但對於他經常為其他女孩而不自覺飛起這點感到嫉妒，這時經常嫉妒地說“他與任何人都可以飛起來”。在第16話「實戰演習」期間看見潔希卡向阿瑪塔表白時，她的嫉妒更為明顯。
對神樂有一種似曾相識的微妙感覺，潛意識覺得要向神樂道歉。其後神樂在和阿馬塔及凱炎交戰時受傷，她突然擋在神樂前保護他。認為他並非壞人。第23話在Altai時終於有機會與神樂道歉。
在第14話她是唯一一名沒有在不動·尊的「墓穴特訓」之中埋在墓穴以下的人，而她的維繫Element能力使其他人得以完成特訓。
真正身份是前作《創聖大天使》的西薇亞（以及其前世賽利安的光明部份）的轉世。神樂在墓穴特訓後綁架她時對她說出他們兩人為前世的戀人，令她產生動搖。未影將她稱為「可恨的女人」。
在第19話MIX被捕獲後試圖離開聖天使學園，並以自己的維繫力量尋找總司令。在第20話某座港口城市之中總算找回總司令，並且從他口中得知他早在24,000多年之前開始就一直存在。
在第22話埋藏神話型Aquarion（太陽機械天使）出現時被震飛到空中。醒來後看見阿瑪塔和神樂兩人，不想再看到他們要互相傷害。其後被神樂抓走並且帶到Altair。在第23話神樂說出「Aquarion」後，被神話型Aquarion選中並坐上去成為其駕駛員之一。期間嘗試制止神樂攻擊MIXY。最後被Afra Gnis以全力發射的砲擊打個解除合體。
在第25話醒來過後駕駛月亮戰機並且試圖制止阿瑪塔和神樂戰鬥。這時才發現潔希卡不是她本人，惜為時已晚，並且被未影駕駛的火星戰機強行合體而昏迷。
然後在第26話與封印在玻璃內的阿波羅、席魯斯與聖天翅·頭翅對話期間終於想起前作最後的事，並且向未影道歉。在阿瑪塔攻入神來天翅內部時，與阿瑪塔互相表白。
在故事最後與阿瑪塔活著一起回到聖天使學園。
修修（CV：安野希世乃）
御子乃帶著的神祕生物，於Abductor戰亂中發現。御子乃認為牠是貓。
通常是隱藏在御子乃的頭髮後，兩條尾巴使其很像是一條綁在髮上的絲帶或是髮夾的物體。亦使牠有飛行能力。
知道銳意接近御子乃或是企圖傷害她的人，會從御子乃的頭髮後突然出現並且攻擊，特別對阿馬塔時會咬著手指或面部不放。
據御子乃所言，對阿馬塔和柚葉吼叫不已並非討厭他們，而是嫉妒。因為過往它曾對著跟御子乃要好的人齜牙咧嘴。
潔希卡·王（CV：花澤香菜）
女主角之一，給人以神秘感的性感美少女。17歲。
外貌除了身材外幾乎與御子乃·鈴白相反（紫色的眼睛和綠色短髮，皮膚和御子乃等多數女性相比顯得較黑拗）。
Element能力是衝擊力，比眾人更容易打出心中所想的招式。經Aquarion的增幅後曾打出類似「如来神掌」的招式，具有把一座山整整削掉一部分的驚人的力量。完成不動·尊的「墓穴特訓」以後使她力量變得更強，可以正確控制其衝擊力，並在原有的基礎上加上了超捻轉這一新能力，在手上發出時可以使槍械的槍管扭曲而無法使用。但另一方面，要是她陷入抑鬱狀態，能力就會失控，無意識的將手上或身邊的東西都損壞。
比男孩更加好強、好勝的美少女。給人一種像貓一樣的感覺，也有著像大人一樣成熟的一面。但另一方面，她卻強烈的害怕失敗，例如看見自己判斷錯誤導致阿瑪塔的戰機不斷受到攻擊，更會使其心理脆弱的一面更為明顯。其服裝遠比MIX暴露，MIX更曾警告禁止她穿著過於暴露。
故事開始前就有四次與女生合體的經驗，並對於只能與女生合體感到乏味，曾經一度受MIX和須緒美所非議。加上意外的男女合體，令她在女生之間備受關注。
對超自然的事物有強烈恐懼，像鬼。
在第17話末轉換了自己的服裝。
對阿瑪塔日漸產生好感，經常在他面前作出大膽的舉動並使他飛起來。於第8話對Mabius Gunis重裝甲型最後成功發動了邪糾拳（NO GUARD ATTACK）後確認喜歡阿瑪塔，並且變得對於阿瑪塔與御子乃之間的親密互動感到嫉妒。在第12話看到御子乃與阿瑪塔調情並使他飛起來的時候，更把周圍的裝飾路燈扭曲損壞。其後在第13話的出擊前為了打斷兩人的發言，告知兩人「戀愛禁止」。
曾在第11話她的房間接觸鏡子表面時意外看到御子乃和神樂相擁的影象，二人分別稱呼對方為阿波隆及西薇亞。其後在第14話不動·ZEN的「墓穴特訓」之中回想幻象，並由此開始思考轉生的事情。其後她在第15話搜救著御子乃期間向阿馬塔告知該幻象，她認為神樂才是御子乃命中注定將會在一起的對象，因為這將意味著她和阿馬塔將有機會在一起。
在第16話「實戰演習」之中與阿瑪塔、御子乃組成阿瑪塔隊，並且駕駛Aquarion EVOL與凱炎隊（Aquarion Gepard）在一廢棄小島上激戰。期間回想到MIX對自己的道歉建議以後，無視「戀愛禁止」以下向阿瑪塔表白，並使EVOL全機身閃耀著。其後她和阿瑪塔、御子乃一起在駕駛艙內看見12,000多年之前發生的事件的影象，並且得知傳說中的神化型Aquarion（創聖機械天使）、阿波羅、西薇亞、不動·GEN、頭翅等12,000多年的真相。事後對自己說出喜歡感到自責。
更讓她傷心欲絕的是，她知道阿馬塔對自己是沒有任何的感情。加上在第18話出雲突襲Neo Deava期間，因為不敵出雲而顯示降意，決定自己被帶到Altair界，但被MIX所制止，導致後者被電擊迷昏以後帶到Altair，更加重阿馬塔當時要救自己的罪惡感。以後一直悶悶不樂，在她的房間自責期間無意識的將鏡子損壞，導致未影分裂出來的遙距精神體出現。未影會實現她的願望而打開次元之門，與之交換的是要她答應他的要求。在次元之門打開以後，與阿瑪塔等人潛入Altair。當阿瑪塔等人潛入Altair的大本營時被發現時，與修雷特為阿瑪塔殿後。在來到Altair以後受到「夏娃的詛咒」所影響，咽喉就一直很不舒服，其後身體逐漸地出現男性化的跡象。男性化的跡象直到回到Vega以後中止。
在第21話阿瑪塔強行駕駛Vector Z脫離Neo Deava以後以後駕駛Vector X追擊，期後回到和阿馬塔初次邂逅同時初次合體但卻已經變成廢墟的城市。與凱炎分頭期間走到戲院內並且發現阿瑪塔，其後被捷陸畢姆·ヴェルルゼバ所追殺。從橋上墜下以後再被碎片壓著以下，以接吻的方式發動阿瑪塔的能力使他能飛起來逃走，自己所在位置則被捷陸畢姆·ヴェルルゼバ的劍攻擊，但被未影以法術救回，因潔希卡還沒完成未影的要求。
在第22話重新駕駛Vector X並且與阿瑪塔、修雷特追擊。期間得知阿瑪塔亦是阿波羅的一部份的轉世以後，對其沒有介入餘地感到絕望。
在第23話Vector X墜落Altair某處後棄機尋找阿瑪塔，但被未影奪去其身體。直到第26話一直被困在未影的心靈迷宮內，要求神樂殺了自己以阻止未影，結果與神樂一起被拋出心靈迷宮外。在決戰後期時再度駕駛Vector X與阿瑪塔、神樂一起對抗未影。
在故事最後一直在聖天使學園等待著阿瑪塔和御子乃的歸來。
MIX（CV：藤村步）
成績優秀的學生會長，也是眾人所屬級別的班長。
Element能力是填補空間——使其可以利用不會再受破壞的物料（完全沒有間隙的分子結構），填補一切物質漏洞。即使駕駛的戰機中彈都可利用這能力填補彈孔作緊急維修。Element指數為112，靈氣指數上升率為模式A。與挖掘力為性質互為相反的力量。完成不動·尊的「墓穴特訓」以後使她力量變得更強，可以填補一連串洞穴，隔空在任何物料的牆壁或地板上填補洞穴。
性格認真，有時更會為堅持己見而忽視他人的感受。完美主義者，有看到漏洞就會補起來的習慣。安迪所挖的洞，都是由她一人所填補的。
喜歡古代各種完整的事物，例如一本被安迪無心插柳下發現的舊式學生手冊。
其父親是雜誌寫手，一直為介紹觀光地點的情報雜誌取材，並且在一個小有名氣的溫泉和剛認識的女人擦出愛火以後誕下了她。
有嚴重潔癖症，因為涉及她的父親的悲劇所產生的心理陰影，認為男生都是骯髒的，不想談論她的父親的事，並變得討厭看見洞。
初期極度不贊成男女機合體，直到第一次正式合體後對安迪漸生好感。
在第18話出雲突襲Neo Deava期間，為了不讓已顯示降意的潔希卡被帶走，被電擊迷昏以後帶到Altair。
在被抓走的一週之間曾被Altair進行過記憶操作，甚至因為Altair的「夏娃的詛咒」導致男性化（女性特徵之身材消失），這時名字改為「MIXY」，但其長髮和Element能力仍然不變。
第24話與出雲一起對神話型Aquarion（太陽機械天使）交戰。期間聽到安迪在進入擬似次元之門的時候呼喚自己，並且在以後變成與安迪駕駛的Aquarion Gepard交戰。期間卻對於安迪挖洞而自己填洞的情景覺得似曾相識。其後第25話安迪使他逐漸填補失去的身為女性的記憶，卻驚訝自己已經由女性變成男性。然後和安迪一起通過元素轉移回到Neo Deava。
在決戰以後回到Vega，她的身體也恢復原狀，並且一直在聖天使學園等待著阿瑪塔和御子乃的歸來。
山茶花·比安卡（CV：中島愛）
有著褐色肌膚，活潑開朗的印度系樂天少女。也是喜歡妄想美型男性配對的腐女。
Element能力是腐食力，讓所有有機物質腐爛並且凋零风化，另一方面亦正好符合她作為腐女的性質。能力持續發動時，身上會發出一黑色的氣並且身邊會有多個黑色的「腐」字。
興趣為攝影，以謎之方法拍下班中同學的日常生活，並利用相片進行販賣。就連第8話Aquarion駕駛員撕破駕駛服的畫面都被拍下，而且銷情不錯。
對凱炎和修雷特的配對充滿期待，看見兩人一起飲用西瓜果汁的場景時更被臂環電昏。其後與凱炎和修雷特合體的願望亦在第21話成真。
雖然喜歡妄想美型男性配對，但看見男女之間的戀情時並有強烈反應。
在第16話「實戰演習」之中與凱炎、諸井組成凱炎隊，並且駕駛Aquarion Gepard與阿瑪塔隊（Aquarion EVOL）在一廢棄小島上激戰。雖然藉著其Element能力在初期取得壓倒性的上風，但最後仍然被Aquarion EVOL以超時空無限拳擊敗，其駕駛部分更掉落水中。
柚葉·蘇爾（CV：小倉唯）
最年輕而且容易害羞的一名的Element能力者。
Element能力為光學透化，因害羞的緣故，常常把自己變透明才活動。經Aquarion的增幅後可使機體全身短時間內覆蓋光學迷彩，完全迴避光學攻擊，同時完全無法通過質量或熱源探測。完成不動·尊的「墓穴特訓」以後使她力量變得更強，可以使機體和帶著的兩架Vector戰機全身長時間內覆蓋光學迷彩，並可使她接觸物體（例如戰機）的時候只需要一念之間就讓它都隱藏在隱形效果以下最長持續半天時間以內。但另一方面，不動指其能力暴走有可能造成個體的完全消失。
經常抱著青蛙形狀的絨毛玩具，她將其稱之為「小玉」，被安迪稱之為「綠貓」。但因常處於透明狀態，故旁人看起來就像是絨毛玩具自己在動。
在遇上基恩前很在意阿瑪塔，山茶花的攝影作品中會選購阿瑪塔的部份。
在第10話基恩轉學到聖天使學園後，柚葉很關心基恩，認為他和過去的自己很相近。其後兩人互生好感。
在第12話未影的手段下得知基恩的身份，但仍然選擇相信他，最後說服基恩協助眾人擊敗神樂。
在第14話基恩死後，意志一度消沉，甚至有完全消失的危險。其後完成不動·ZEN的「墓穴特訓」以後終於走出陰霾。取得其個人設備，不想其他人也嘗到失去最重要的人的痛苦。
由於MIX被捕獲，因此她與阿瑪塔等人在第19話潛入Altair。不在Vector戰機旁等待而是跟隨阿瑪塔等人是為了看看基恩出生的星球。在來到Altair以後受到「夏娃的詛咒」所影響，喉嚨就一直很不舒服，其後言行舉指和身體都逐漸地出現男性化的跡象。男性化的跡象直到回到Vega以後中止。
在第26話決戰之時登上潔希卡棄乘的Vector X上陣，最後她與克蕾雅為避開炮擊而使用空間轉移撤退。
在故事最後一直在聖天使學園等待著阿瑪塔和御子乃的歸來。
原來在播放主題曲的片段之中因變成透明而只有其青蛙形狀的絨毛玩具出現，後來真身出現以後並在第8話主題曲及片尾曲片段之中出現。

### Neo Deava
不動·尊（CV：藤原啓治）
Neo Deava真正的總司令。
真正身份是前作《創聖大天使》登場的不動·GEN。他早在24,000多年之前，即阿波羅尼斯以及賽利安駕駛Aquarion的時代開始就一直存在，並且一直活到現在。他本人宣稱，他是堅定不移、並且存在於任何地方，保護所有生存的東西。
事實上亦是阿波羅尼斯本人的轉世，不過他只對御子乃·鈴白（以及其前世西薇亞）的前世賽利安有著真正的愛，因此他讓翼犬波隆（以及其轉世阿波羅）的轉世阿馬塔相信他是阿波羅的轉世並且去愛賽利安的轉世。
為解開Aquarion之謎而踏上十分漫長的旅程，直至Aquarion EVOL被解放才回來。
早在Aquarion EVOL被解放的首戰的時候已經知道阿馬塔的能力和他的過去。
喜歡耍帥，常用撲克牌和中空的圓形物體（尤其是甜甜圈）比喻戰況，對中文字的運用亦有研究。清楚理解Aquarion和敵方機體。
先後策劃「墓穴特訓」和「實戰演習」，目的是為了將沉睡在Vega的創聖機械天使挖出來作準備。
在第18話初離開Neo Deava。在御子乃尋找他時通過不明能力一直在她身邊而很像不被發現。其後在第21話向她說出24,000多年之前創聖之書中關於阿波羅尼斯和賽利安的故事。
在第22話埋藏神話型Aquarion出現以後瞬間回去Neo Deava。
在第23話將「創世之書」（其後改稱為「雙星之書」）解禁並且向所有人揭示24,000多年之前至現在的真相。
在第26話決戰以後將未影接納在其體內，讓他們一同看守著以後的時代。並且宣佈「戀愛解禁」。
克蕾雅·多露西娜（CV：丹下櫻）
聖天使學園的理事長。
Element能力是空間轉移。
為解開Aquarion之謎而跟不動踏上十分漫長的旅程，直至柏林牆被打破才回來。
是一名智商達到300的大天才，亦具有一種成熟的態度。經常吃甜甜圈。
親自招攬修雷特的她，一直關心患上絕症的修雷特。到了最後修雷特在次元航道內力盡身亡時，她亦對於無力阻止其死亡而感到悲痛。
在第23話不動尊將創世之書解禁期間向所有人說明24,000多年之前至現在的真相。
在第26話決戰之時取代諸井駕駛Vector Z親自上陣，最後為避開炮擊而使用空間轉移撤退。
劇中暗示其真正身份是前作《創聖大天使》登場的理娜·倫的轉世。
學園長／司令（CV：稻田徹）
聖天使學園表面的領導，具有一身軍人的氣質。
在總司令和學園長不在的時候代理職務。
較為優柔寡斷。
多納爾·丹特斯（CV：諏訪部順一）
聖天使學園男子部的教官，具有一身軍人的氣質。
前代Element能力者，但並未見其展現過任何能力。
9年前「Aquarion的悲劇」中受到瀕死的重傷，除了失去雙手，並失去最愛的女人「娜娜安」。以後身體不少地方被改造為機械，機械手可以換上電槍、吹箭等懲罰工具。他亦不會遺忘對未影奪去了其愛人的仇恨，在對抗於司令室出現的未影時更將機械手換上光束炮。
不想學生們發生與他同樣的事。注視著隨時引發新危機的阿馬塔，曾直言阿馬塔與過去的他有不少相似之處。
性格好戰，以殲滅敵人作為最優先事項。
雖然與女子部的教官須緒美在每場戰役的對策上都有不少衝突，但其實與須緒美是相互關心。
經常被不動和克蕾雅的指令弄至無言，但基本上仍然會服從指令。
在決戰之時被克蕾雅發出的「如有萬一就要成為下一個世代的亞當」指令而被嚇呆。
須緒美·歌麗畢（CV：小林沙苗）
聖天使學園女子部的教官，故事開始前2年上任，具有一身修女的氣質。
劇中暗示為前代Element能力者，但和多納爾一樣並未見其展現過任何能力。
與MIX一樣，初期極度不贊成男女機合體。
忠實於自己真實的職務，而且作為女性十分介意年齡的問題，展現其可愛的一面。
雖然與男子部的教官多納爾在每場戰役的對策上都不少衝突，但其實與多納爾是相互關心。
雖然一身修女的氣質，但在第8話得知駕駛服越暴露會令精神指數越高的時候，卻說出能夠理解駕駛員因被異性注視著所以渾身發熱。
在決戰之時接下了由克蕾雅發出「如有萬一就要成為下一個世代的夏娃」的下令。劇中最後亦暗示兩人已產生關係。

### Altair界
出雲·神呂木（CV：安元洋貴）
Altair界的最高司令官，具有冷靜沉著特質的優秀指揮官。將對Vega的侵略視為「聖戰」。
他知曉關於Aquarion的事情，並且對其力量有所畏懼。
另一方面，他並知曉一個施加到Altair界的夏娃的詛咒。
在以前因當時所有女性死亡而與未影等一行人身負能夠承受次元轉移的女性的使命出發至Vega進行研究，然而卻因其機體系統故障而從Vega空中迫降受傷，這時候遇上了他的艾莉西亞將他救下了。很快察覺到艾莉西亞就是Rare‧Igler的他與她相互吸引了，亦企圖向高層部門隱瞞她的存在並且返回Altair，然而卻沒有瞞過未影的眼睛下，迫使他要帶艾莉西亞到Altair。在有關艾莉西亞的問題上會變得非常憤怒，在艾莉西亞有危險時可以不惜使用其力量，可見他對艾莉西亞的感情仍深。
事實上亦是阿瑪塔的父親。他是Altair最先注意到其空中飛翔能力的人，親自出征期間證實了阿瑪塔是艾莉西亞遺留在Vega的兒子，並稱阿瑪塔為「擁有翅膀的少年」。當發現阿瑪塔潛入Altair界的大本營期間飛翔時，他更因而顯得喜出望外。直到Aquarion攻擊艾莉西亞室時才知道他的名字。可惜，他卻不知道事實上神樂亦是他的兒子。
他的母親名為奧麗莎，曾創造出Iron C系統以為Altair帶來繁榮與平安。但由於不明原因的輸出率低下，控制系統出現了故障，爆炸事故頻發。明白世上不存在任何能永遠運作下去的系統的他對Altair的未來表示懷疑。
討厭未影越來越自私的舉動。
在第18話基恩死後決定親自出征，乘搭機體Afra Gnis突襲Neo Deava，聲言要儘管避免戰鬥以下將Rare‧Igler帶回Altair，其後協助將MIX駕駛的戰機捕獲以後帶回Altair。
在第20話阿瑪塔在逃跑時無意中發現了其母親沉睡的急凍室以後亦趕來急凍室內，並向他告知Altair需要女性、將艾莉西亞帶回的Altair的殘酷真相。正在試圖說明關於阿瑪塔的父親的事的時候，卻意外地被Altair士兵們所打斷。
在第23話神樂將Rare‧Igler（御子乃）帶回Altair界以後，認為他將把Rare‧Igler私有化是明顯的背叛行為而乘搭機體Afra Gnis對其加以追擊。當神樂、御子乃和潔希卡（未影）坐上神話型Aquarion（太陽機械天使）後對其展開激戰。然而這時神話型Aquarion突然以肩部光束砲攻擊艾莉西亞的急凍室，在為艾莉西亞分心而露出破綻以下被神話型Aquarion以創聖無限拳重創。這時才發現是未影的陰謀的他在機體墜毀前拼死以全力發射的母星總力戰砲（ALTAIR CANNON）將神話型Aquarion打個解除合體。最後與趕來的兒子阿瑪塔相遇，並在重傷下趕往艾莉西亞處期間，發現到故障最頻繁的區域，昆蟲能正常繁衍，而明白「夏娃的詛咒」的真相後，對一生的努力都白費感到絕望，倒在兒子的身旁去世，並與艾莉西亞的精神體一起消逝。
神樂·戴姆里（CV：內山昂輝）
Altair界的青年軍人，表面上是從廢墟中的貧民窟成長的狂野性格的少年。稱呼其上司出雲為「大叔」。
主要乘搭機體Mithra Grease，個性好戰、為所欲為，經常妄自出擊。
其真正身份並是阿瑪塔，阿瑪塔和神樂原來是同一個人。在其母親艾莉西亞被召喚到天上去的時候，這時御影使用法術將阿瑪塔的黑暗人格從其身上分裂而來的另一半，並追趕上去。雖然穿越次元並到了Altair，但仍然和艾莉西亞失散了。這時遇上了未影，被未影施加了記憶封印而失去記憶並且賜名為「神樂」，並由未影一手撫養。。不過他亦提及，和未影一起的生活是異常的，而且使他比獨處時更為孤單和誰也無法信任。
由於是從阿瑪塔分裂出來的另一半，因此亦是前作《創聖大天使》的阿波羅（以及其前世翼犬波隆）的轉世，以及出雲和艾莉西亞的兒子。與阿瑪塔相比亦更像前作的阿波羅，不論外表（除髮色與阿瑪塔較為相近）和行為都有著很多相似之處。
有著狂野、暴力的特質。可化身成類似狗的野獸，這時即使Altair界的武裝士兵也不是其對手。其嗅覺（尤其是對臭味）與狗一樣的強烈，他可以利用其嗅覺跟踪目標，更直言重要的氣味是唯一的。乘搭機體Mithra Grease以後更容易嗅出味道，更可以Vector戰機的駕駛員的味道。
稱呼御子乃為「只屬於我的臭女人」，亦對她有著很深的執念。
第6話的戰鬥後被未影長期囚禁於籠子內。其後未影令他想到過去阿波羅和西薇亞的事情。為見御子乃，以其自身的力量突破籠子的囚禁，並且乘搭機體Mithra Grease脫離。這時機體展現了類似太陽之翼的真紅之翼，並稱呼御子乃為西薇亞，但另一方面亦企圖以自己的雙手將她“殺死”以後才讓她永遠在其臂彎裡。
Element能力被不動確認為逆轉－－不論物理攻擊還是力量運用都可作即時反轉，將火焰扭轉並且冰封、將緊閉的駕駛艙門打開甚至將一個人的心臟血液逆流。但正如其他的Element能力者一樣，神樂的逆轉Element能力反轉了他的個性以及言語行為（尤其是對御子乃），因為他越為御子乃而渴望就會越加以“討厭”侮辱和虐待她。這使得周圍的人都感到很困惑，其後被得知真相的御子乃認為是反語。
在第14話墓穴特訓後突然出現，並且突破眾人的保護下綁架了御子乃。其後在第15話被凱炎以步槍擊中重傷，在御子乃要求不要開槍以下被未影的法術救走。
其後在第21話戲院內的阿瑪塔的房間內醒來後，於變成廢墟的城市意外地發現了藏著艾莉西亞和年幼的阿瑪塔合照相片的相架後解開了阿瑪塔的記憶封印。其後在阿瑪塔逃到折斷的橋上時正面遇上，向他道出了他是「另一個我」的事實，說明相片之中的年幼的阿瑪塔同時是他和阿瑪塔。這時的他已經對於到了Altair的母親和不明來歷的父親毫無所謂，並且向御子乃宣言要殺死阿瑪塔。其後再抓上了御子乃，並且將她帶到次元之門。
因出雲想從神樂手中搶走Rare‧Igler（御子乃）而到處躲避。當出雲出現在神樂面前打算搶走Rare‧Igler時，已經被未影附身的潔希卡突然出現，並引誘神樂說出「Aquarion」，被神話型Aquarion（太陽機械天使）選中並坐上去成為其駕駛員之一。以後在第24話駕駛神話型Aquarion與出雲駕駛的Afra Gnis展開激戰，期間向出雲宣言他絕不放開御子乃。然而這時潔希卡（未影）操縱神話型Aquarion以肩部光束砲攻擊艾莉西亞的急凍室，在困惑時再被引誘以創聖無限拳（GENESIS MUGEN ATTACK）將Afra Gnis重創，然後再被Afra Gnis以全力發射的砲擊解除合體。
在第25話為了找回御子乃而重新駕駛太陽戰機搜尋，這時被阿瑪塔駕駛的Vector Z追擊，交戰期間被未影駕駛的火星戰機和月亮戰機介入，並且被未影催眠而昏迷。
其後在第26話未影的心靈迷宮內醒來，並且遇上被困的潔希卡，雖然一度嘗試把她勒殺，但最後認為她要為阿瑪塔而死而不把她殺死。結果與潔希卡一起被拋出心靈迷宮外。以後駕駛Vector Y戰機和潔希卡、阿瑪塔一起對抗未影，並且終於承認他對御子乃的愛只是因為阿波羅和西薇亞的愛，而阿馬塔的愛是對現在的御子乃，因而使用逆轉能力幫助阿瑪塔將御子乃從未影的控制下奪回。
在故事最後一直在聖天使學園等待著阿瑪塔和御子乃的歸來。
基恩·姆梭文（CV：福島潤）
一名金發綠眸的少年，年齡14歲，是Altair裡最年輕的青年軍人。亦為Altair界最後一個出生的孩子，通稱為「最後之子」。對真實的女性完全沒有興趣但卻喜歡女性型虛擬人型。艾莉西亞的影迷，喜歡艾莉西亞的高清立體影像，並在其個人設備中保存著。
有很強的自尊，達到無人能敵的程度。擁有強大的機械技術，可同時處理多部機體的行動。憑藉電子作戰引以為豪。成天閉門不出，喜歡孤獨。具有室內派的性格，不時用雙手投映技術遠程操控機體。他並是一名優秀的分析師，思維敏捷的他可以完全執行他的攻擊和戰略。他同時是一名神槍手。他意外地深得部下們所信任。
主要乘搭機體為Mabius Gunis，其後於新九龍地區與阿瑪塔、御子乃及潔希卡交戰時被Aquarion Spada擊敗，機體被擊毀並發生爆炸，但仍然倖存。
逃出後便一直潛伏，其後以轉學生「阿克巴爾基恩·巴德巴艾爾」的身份潛入Neo DEAVA收集資料。巧合的是，其他人都將他簡稱為基恩。然而由於對Vega的文化和女性一無所知，不擅長交際的他一開始對交際態度消標，尤其害怕和女生溝通；另一方面也非常害羞，並對於別人（尤其是女生們）的舉動感到驚訝，經常臉紅，將他事實上並具有如天真純情的孩子的一面更為明顯。Neo DEAVA較上層的人在不久以後並證實他是假冒的，只是因為不動和克蕾雅注意到其斷絕的力量而在表面上不了了之。
喜歡柚葉。曾在深夜時夜訪她。
Element能力被不動確認為斷絕，手部會發出一綠色的光並且產生能量屏障以消除一切攻擊。當時因夜訪柚葉時行為可疑而被凱炎以眩暈光線槍射擊，在危急關頭以下為保護柚葉而首次發揮了能力，但本人事前並對自己的能力毫不知情。
在第12話打算在神樂乘搭機體Mithra Grease突襲聖天使學園期間，乘亂奪取Vector戰機的備用機，連同柚葉一起回到Altair界。其後被柚葉感動，決定回歸去協助聖天使學園眾人，成功合體以後與凱炎、潔希卡一起以空間斷絕砲（DIMENSION SHUTTING CANNON）封閉次元之門。惟最後被未影認為破壞他的計劃而被其法術所殺死。死前對柚葉播出預錄的表白。死後與其他死亡的候補生們一起於新九龍的墓地埋葬。
未影·神呂木（CV：中村悠一）
Altair界的神官，本作最終頭目。
涉及9年前發生的「Aquarion的悲劇」，並是奪去了多納爾的愛人的原兇。
真正身份為前作《創聖大天使》的頭翅的靈魂黑暗部份，除了外表上有著很多相似之處外，並且帶著過去所有的記憶以及發現阿波羅並非阿波羅尼亞斯轉生的恨意。認為阿波羅尼亞斯一再踐踏其感情，自稱「愛的失敗者」。
懂得催眠控制、增強人的力量，以及遙距分裂出精神體，亦能夠打開次元之門。以上曾被克蕾雅懷疑是Element能力的效果。
在艾莉西亞被召喚到天上去的時候，使用法術將阿瑪塔的靈魂的黑暗部份從其分裂出來，以作其復仇之用。其後當他到了Altair以後，他對這被分裂出來的阿瑪塔施加了記憶封印而失去記憶並且賜名為「神樂」。但事實上視阿瑪塔和神樂為翼犬，而且對其極度憎惡。
不時利用各種手段影響神樂的心智，目的是為了喚起他對御子乃的愛及阿波羅和西薇亞的記憶。
其真正目的並不是想復活能編織未來的Rare‧Igler，而是想復活沉睡在Vega的創聖機械天使。最終更企圖毀滅所有的愛，並且利用御子乃將Altair和Vega合而為一創造新世界，並且成為創世之神。
在第19話潔希卡自責期間於她的房間中以遙距精神體出現，由她說明她和自己一樣都是沒被選中的人。他會實現潔希卡的願望而打開次元之門，與之交換的是要她答應他的要求。
在第23話潔希卡出現在Altair時，未影便以完成要求為名，奪走潔希卡的身體。其後更出現在神樂面前，更成功引誘神樂說出「Aquarion」，成功坐上神話型Aquarion（太陽機械天使）。其後在第24話更以投射操縱神話型Aquarion的肩部光束砲攻擊艾莉西亞的急凍室並且殺害了她，並在神樂困惑時再引誘他以創聖無限拳將Afra Gnis重創。
在第25話利用阿瑪塔的Vector Z和神樂的太陽戰機交戰啟動巨大次元之門，將Altair吸入並在Vega的次元內出現。在御子乃試圖制止兩人戰鬥時駕駛火星戰機並且強行與御子乃駕駛的月亮戰機合體。再強行吸收來自Iron C系統的力量，以及催眠神樂讓機體再與其太陽戰機合體，使神話型Aquarion變成神來天翅（Ancient AQ）。雖然一再將阿瑪塔等人擊退，但最終仍然被阿瑪塔攻入。最後企圖尋找另一身體時，被困在不動·尊的體內（無法控制他的身體，並不能離開），這時才察覺到其體內的溫暖。
MIXY
詳細請參閱「MIX」

### 其他
艾莉西亞（CV：田中理惠）
《Aquaria舞動於空》一劇之中扮演女主角西薇亞的演員，並是故事關鍵人物。一個外表漂亮的人，正如阿瑪塔所言「真的漂亮到殘酷的地步」。
事實上是阿瑪塔的母親。在阿瑪塔回憶中的人，被召喚到天上去，並且遺棄了他。
另一方面亦是出雲的妻子。當時仍然是演員的她親眼看見身為士兵的出雲的機體系統故障而從Vega空中迫降受傷以後救下了他，並且與他相互吸引。她在出雲數年後再次在Vega出現期間誕下了阿瑪塔。從出雲口中聽說了「夏娃的詛咒」之後的她為了幫助出雲調查及化解Altair女性全數消失的真相而決定前往。而為了阿瑪塔的安全，只好把阿瑪塔獨自遺留在Vega中。結果卻導致長久的分離。
被Altair界選中的其中一名並是最強的一名Rare‧Igler。可是由於時空轉移而造成的「夏娃的詛咒」所影響，在穿過次元之門來到Altair以後為避免男性化而一直處於假死狀態而沉睡。一度一直在出雲所把守的急凍室（通稱為艾莉西亞室）內一個裝滿液體的容器中。
當兒子阿瑪塔在第24話到達Altair後一直呼喚他直到其急凍室內，並且向他說明關於她當初拋棄他的苦衷以及他的父親的事。然而這時神化型Aquarion（太陽機械天使）與Afra Gnis的戰鬥到了其附近時，神話型Aquarion突然以肩部光束砲攻擊急凍室，她被墜下的碎片擊中而死。
御子乃之父（CV：中田讓治）
本名沒有交代。
御子乃和凱炎的父親，鈴白家的現任當主。看起來是高壓和自以為是的人，和御子乃相處不佳，可說是令御子乃從小便相當自卑、缺乏自信的原因。對於從其感到驕傲的兒子凱炎方面得知「沒有」Element能力的女兒御子乃亦入學聖天使學園感到不滿。
曾寫信給凱炎（結果信卻誤交到御子乃手中），表示擔心御子乃會否變成凱炎的負擔，以及可在凱炎的希望下將御子乃從聖天使學園帶回來然後安置在其身邊。
波隆
24,000多年前為跟隨阿波羅尼亞斯的翼犬（堕天翅族的狗），在阿波羅尼亞斯背叛堕天翅族以後亦與他一起站在人類一側。
由於受限自身為翼犬，而對主人深愛的賽利安抱有得不到回報的愛意，其後許願「如果能轉世成人，希望能與賽利安結合」。
12,000多年之後的轉生為阿波羅。
官方設定集表示波隆為堕天翅族, 與阿波羅尼亞斯為同一種族

### 前作登場角色
阿波羅（CV：寺島拓篤）
前作男主角。被說是亞特蘭提亞最強守護天翅阿波羅尼亞斯的轉生。
在阿瑪塔和御子乃、潔希卡一起在駕駛艙，通過超時空無限拳看見12,000多年之前發生的事件的影象期間首度登場。
不動尊將「創世之書」（其後改稱為「雙星之書」）解禁期間再度登場，並由克蕾雅向所有人說明事實上他不是阿波羅尼亞斯的轉生，而是跟隨阿波羅尼亞斯的翼犬波隆的轉生的真相。其後為了成為新的生命之樹而與席魯斯、聖天翅·頭翅以及神化型Aquarion（創聖機械天使）一起成為拯救世界的犧牲者。
12,000多年之後的轉生為阿瑪塔·空以及其靈魂的黑暗部份被未影·神呂木所分裂出來的神樂·戴姆里。
西薇亞·朵·艾利西亞（聲：嘉數由美）
前作女主角。阿利西亞王國的公主。和阿波羅尼斯分手的人類女戰士賽利安的靈魂的光明部份轉生。
在阿瑪塔和御子乃、潔希卡一起在駕駛艙，通過超時空無限拳看見12,000多年之前發生的事件的影象期間首度登場。
不動尊將「創世之書」（其後改稱為「雙星之書」）解禁期間再度登場，並說明其12,000年後的轉生為御子乃·鈴白。
席魯斯·朵·艾利西亞（聲：杉田智和）
前作為西薇亞的哥哥。阿利西亞王國的王子並且接受英才教育。和阿波羅尼斯分手的人類女戰士賽利安的靈魂的黑暗部份轉生。
不動尊將「創世之書」（其後改稱為「雙星之書」）解禁期間首度登場，並由克蕾雅向所有人說明為了成為新的生命之樹而與阿波羅、聖天翅·頭翅以及神化型Aquarion（創聖機械天使）一起成為拯救世界的犧牲者。
不動源（CV：石塚運昇）
前作為特殊機關「地球再生機構DEAVA」AQ運用部隊的司令官以及元素人學校的教官。
在阿瑪塔和御子乃、潔希卡一起在駕駛艙，通過超時空無限拳看見12,000多年之前發生的事件的影象期間首度登場。
在本作之中以不動·尊的身份登場。
據未影提及，他才是阿波羅尼斯。
聖天翅·頭翅（CV：森川智之）
前作為堕天翅族的前線指揮官。外表是個年輕的美青年男性，也是阿波羅尼斯的婚約者。
在阿瑪塔和御子乃、潔希卡一起在駕駛艙，通過超時空無限拳看見12,000多年之前發生的事件的影象期間首度登場。
不動尊將「創世之書」（其後改稱為「雙星之書」）解禁期間再度登場，並由克蕾雅向所有人說明事實上他也是轉生過來的，並完全繼承愛恨交織的心靈。其後為了成為新的生命之樹而與阿波羅、席魯斯以及神化型Aquarion（創聖機械天使）一起成為拯救世界的犧牲者。但在與阿波羅、席魯斯合體時，卻發現阿波羅並不是阿波羅尼斯的轉生，只是阿波羅尼斯的翼犬的轉生，並發現其實不動源才是阿波羅尼斯的轉生。
12,000多年之後其被分離了的靈魂黑暗部份帶著過去所有的記憶以及發現阿波羅並非阿波羅尼亞斯轉生的恨意轉生為未影·神呂木。

## 機體

### Aquarion
Vector Machine
組成Aquaria／Aquarion的基本戰機，本身代表著Aquaria／Aquarion的不同部分，自身只有基本射擊武器，而且威力不強。
相關系統會因應不同狀況，從Element能力者之中選出有關駕駛員。
目前已知Neo DEAVA合共有6 架，其中每種戰機2 架。
頭部組件變身後負責整部Aquaria／Aquarion的主控制，其他人可以就自己的部分作投射協助。
Vector一字有「引導」的意思。
Vector X
特有顏色為紫藍色。
Vector Y
特有顏色為黃色。
Vector Z
特有顏色為紫紅色。
Aquaria／Aquarion
人類一方所擁有的戰鬥機械人，由Vector X、Y和Z三台戰機組成。不同的Vector Machine合體模式會產生不同的型態。Altair界將其稱為機械天使。
合體方法是先要各戰機駕駛員的多次元情感同步，排出三角陣式，然後組成頭部人員念出「××合體、GO！Aquarion！」，從而開始合體。機體真實之名為Aquarion，但因九年前的Aquarion悲劇而封鎖並改為Aquaria，只有較上層的人清楚一切。傳統的男女合體機可以加強Element能力，亦可配合駕駛者心境，使出獨特必殺技。
名字源自希臘神話的水神。
合體宣告中，填入××的字包括︰
- 創聖（第1、2、26話）（阿瑪塔 凱炎 潔希卡）（阿瑪塔 御子乃）
- 誠心（第3話）  （阿瑪塔 凱炎     安迪）
- 融雪（第4話）  （阿瑪塔 凱炎   御子乃）
- 旋律（第6話）  （阿瑪塔 修雷特 潔希卡）
- 緊急（第7話）  （阿瑪塔 潔希卡   凱炎）
- 心靈（第7話）  （阿瑪塔   凱炎   柚葉）
- 防御（第8話）  （阿瑪塔 御子乃 潔希卡）
- 無防備（第8話）（阿瑪塔 御子乃 潔希卡）
- 大爆炸（第9話）（阿瑪塔 御子乃    MIX）

- 迎擊（第13話）（阿瑪塔  潔希卡 御子乃）
- 聯彈（第13話）（阿瑪塔  御子乃 修雷特）
- 硝煙（第13話）（潔希卡  凱炎     基恩）
- 訓練（第16話）（阿瑪塔  潔希卡 御子乃）（凱炎 諸井 山茶花）
- 極寒（第17話）（阿瑪塔  山茶花   凱炎）
- 粉雪（第17話）（阿瑪塔  御子乃 潔希卡）（凱炎 柚葉   MIX ） （山茶花  諸井）
- 心碎（第18話）（阿瑪塔  諸井   潔希卡）
- 尾隨（第18話）（阿瑪塔  凱炎   御子乃）
- 潛入（第19話）（阿瑪塔  柚葉   潔希卡）

- 調音（第20話）（阿瑪塔  安迪   修雷特）
- 捨身（第21話）（修雷特  山茶花   凱炎）
- 命運（第22話）（阿瑪塔  潔希卡 修雷特）
- 交響（第23話）（阿瑪塔  潔希卡 修雷特）
- 壯士（第24話）（凱炎    安迪     諸井）
- 決戰（第25話）（阿瑪塔  凱炎     柚葉）
- 蹂躪（第25話）（未影    御子乃   神樂）
- 神友（第26話）（阿瑪塔  MIX      安迪）（凱炎 克蕾雅 柚葉）
- 忠愛（第26話）（阿瑪塔  潔希卡   神樂）

Aquaria M型
為Neo Deava中的男性專用Aquaria，主色為水藍色。主要武器為手持機槍和背部大炮。為劇中最初登場的形態之一。
Aquaria F型
為Neo Deava中的女性專用Aquaria，主色為粉紅色。主要武器為手持機槍和背部大炮。為劇中最初登場的形態之一。
Aquarion EVOL
X為下肢，Y為中身，Z為上身及頭部。傳說中神明所用的機體，男女合體禁忌的產物，主色為紅色。
為三種型態中威力最強的型態。
最後和太陽機械天使結合成真正型態Aquarion LOVE。
Aquarion Spada
X為中下身，Y為頭部，Z為上肢。外貌仿似纖巧的劍士，主色為黑色。
主要武器為能源劍，劍刃部分可變成光鞭。為彌補不足的外殼防禦力，亦同時配備了大型盾牌，在必要的時候能將盾牌變化為弓箭。擅長高速機動戰鬥。
在活用Element的特異攻擊能力方面僅次於EVOL，故對駕駛員的Element能力有很高的要求。
Aquarion Gepard
X為頭部，Y為下身，Z為背部。Aquaria M型和F型的原裝形態。外型繼承強攻型機械天使的樣貌。
主要武器為手持機槍和背部大炮，需要時機體會在肩部附近召喚出導彈發射器。擁有重裝甲和重武裝。為三種型態中防禦力最強的型態。
Aquarion Gepada
Spada及Gepard的混合型態，合計有四隻手。
主要武器為Spada的能源劍及Gepard的手部槍炮。
神話型Aquarion（太陽機械天使，Solar Aquarion）
12,000年前（前作）拯救了世界的機體，當時由阿波羅、席魯斯及聖天翅・頭翅駕駛。其後長年被埋在地底中，並從那時開始取代了生命之樹，以維持世界的平衡。Altair界將其稱為太陽之翼。
第22話解封並從地底中出土，並且被捷陸畢姆・ヴェルルゼバ帶到Altair界。由於平衡被打破，整個Vega的各地陷入了大量自然災害。
目前駕駛倉內的座椅及操縱裝置因逃不過12,000年的影響而變得老舊，但仍然可以正常操作。
神來天翅（Ancient Aquarion）
太陽機械天使的黑暗型態，基於未影對「愛」的恨意而合體而成。

### Aquarion必殺技
Aquarion EVOL
觸愛・天翔突（FLYING LOVE ATTACK）
第2話登場，因阿瑪塔感受到御子乃溫柔的愛而發動。駕駛機體的眾人將一同推進，拼上全身力量把敵人推出去。並且利用空中飛翔Element能力的增幅來急速上升沖向衛星軌道之上，把Mithra Gunis叩入小行星之中。缺點是阿瑪塔會使用自身最高頻率的精神力量，在爆發後會因為用盡了力量而暈倒。
無限拳（MUGEN ATTACK）
第4話登場，因當時仍未能夠確認其Element能力而被視作無能的御子乃想把握凱炎和阿瑪塔對她的關心而發動。機體會伸出射程幾近相當無限長的拳頭，一直追趕著對手攻擊。巧妙利用的話，更可使機體以手部抓緊物件移動。
為《創聖大天使》全系列的經典必殺技之一。在此作為基本慣用技使用。
幻影明滅拳（SUBLIMINAL PUNCH）
第7話登場，因阿瑪塔想配合柚葉的透明化而發動。機體會在光學迷彩下打出對手看不到的拳撃，威力足以破壞敵方機體。
絕對封印（ABSOLUTE CLAM）
第9話登場，因MIX想為安迪在戰鬥中拼盡能力而發動。機體會把雙手收向心口，配合Element的封印能力，遙距阻截敵方機體發出攻擊，讓其不勝負荷而自爆。
超時空無限拳（SUPER DIMENSIONAL MUGEN ATTACK）
第16話登場，在「實戰演習」期間，因潔希卡回想到MIX對自己的道歉建議以後，無視「戀愛禁止」以下突然向阿瑪塔表白、御子乃嫉妒，機體感受到他們激烈的感情而覺醒（亦有可能是暴走）並且自行發動。跟無限拳一樣，機體會伸出射程幾近相當無限長的拳頭，但拳頭會通過傳送門穿越空間，然後於另一個傳送門中突然出現，攻擊敵機並且在空中爆炸，其威力足以將一個島炸個消失。而其駕駛員會通過無限拳看見12,000多年之前發生的事件的幻象。
無限芭蕉實拳（CLUSTER MUGEN ATTACK）
第17話登場，需要所有在內的Element能力者一起才能發動。在寒冷中被凍僵的Element能力者們所在的駕駛艙中突然湧上了溫泉和香蕉。由香蕉中分泌出來的“催熟植物的成份”中褪去一皮的EVOL使得Element能力者的能力得到進一步的提升，拳頭會分裂為九個，而每一個拳頭的能力和射程亦跟無限拳一樣。當全部拳頭命中敵機時，將敵機壓碎。
三位一體拳（ALL TOGETHER ATTACK）
第26話登場，由阿瑪塔、神樂及潔希卡三人發動，雙手同時射出無限拳纏著神來天翅的手臂，再爆炸加以破壞。
Aquarion Spada
月下葬送曲（MOONLIGHT REQUIEM）
第6話登場，因修雷特想漂亮地打敗對方而發動。機體會配以輕巧的動作，找機會使出娥眉月形的斬擊，將敵機斬首。
邪糾拳
第8話登場，因阿瑪塔、潔希卡和御子乃暴露皮膚每一處去感應戰鬥氣息而發動。機體的手會先後以石頭（ATTACK）、布（NO）和剪刀（GUARD）形狀的手打向敵方，三段攻擊之威力足以破壞敵方機體。缺點是Element能力者自身將毫無防備。
月下狂詩曲（MOONLIGHT RHAPSODY）
第20話登場，因修雷特要在時間不多以下打敗對方而發動。機體會快速沖向敵機，使出回旋斬擊。
漆黑虛指彈（BLACK HOLE ARROW）
第20話登場，在安迪親眼看見MIX（當時已自稱MIXY）受到Altair界的「夏娃的詛咒」的影響而變成男性並在敵機駕駛倉內，導致他的Element能力出現暴走，並在空間直接開洞下，造成一個小型黑洞。這時修雷特控制著小型黑洞在箭頭上，並將其大型盾牌變成一把長弓，並對準次元之門產生裝置的中央部狙擊。讓次元之門得以直接打開，眾人得以成功逃出Altair界。
磔刑斬擊劍（CRUXIFIXION SWORD）
第22話登場。利用其大型盾牌讓敵方無法活動，然後將其劍充能後從垂直和水平全力斬擊，並將敵機分為四件。
神融奏（FOR MY BEST FRIENDS）
第23話登場。為修雷特在次元航道內抵抗次元之流期間發現重疊在一起以後的Altair和Vega（即地球）的音階的結果為「連接兩個世界的終極旋律」以後發動。將劍變成「與時空之音共鳴的音叉」，並將其大型盾牌變成一把長弓，並對準次元航道的出口發射音叉。
Aquarion Gepard
平身低頭霸（DOGEZA orz）
第3話登場，在模擬戰期間，因阿瑪塔想向御子乃傳遞道歉的心意而發動。機體會由高處衝下去，然後以四肢著地深深一跪。使模擬敵人感到相當困惑，更導致工作人員要在系統崩潰以前將模擬系統關機。
雖然在戰術上是高度防禦形態，實際上只是普通的叩頭，並無任何效果。
DOGEZA为日文“土下座”的读音，即下跪。orz是表示下跪磕头的表情符号。
空間斷絕砲（DIMENSION SHUTTING CANNON）
第13話登場，因基恩．姆梭文想把次元之門封閉而發動。機體會由人型分離並且重新合體變成四腳機器人，而人型機器人的手部上展開的光束炮則變為砲台的主要武器。發炮後會放出光束並於次元之門形成一斷絕力場，駕駛者需要以雙手作出合十動作來強行封閉次元之門。
脆弱力（THE CRASH OF MALLOY）
第16話登場，「實戰演習」期間，在對付企圖以建築物為掩護接近對方的阿瑪塔隊時由諸井發動，原為其Element能力。從機體眼部發出紫色光線，或是直接令攻擊附加其Element能力。使建築物脆弱化，然後可由手持機槍直接破壞建築物，甚至洞穿大地，使對手等同失去所有可被使用作為掩體的結構。
腐食力（HUMICANE FROM ROTTEN GIRL）
第16話登場，「實戰演習」期間，在對付企圖使用無限拳的阿瑪塔隊時由山茶花發動，原為其Element能力。使敵機從腿部和摺疊機翼開始往上生鏽，導致敵機陷入不能自由活動的狀態中。
倍增殖誘導彈（BYE-BYE MISSILES）
第16話登場，「實戰演習」期間，在對付正在潔希卡試圖向阿瑪塔的表白而分神的阿瑪塔隊時由凱炎、諸井和山茶花發動。在由三人到達最高潮的巔峰的心靈等級中Gepard所釋放出的導彈劇烈的增加，機體會在肩部附近召喚出九台相連接的導彈發射器（共十八台），同時向敵人發射大量導彈，作出大範圍破壞。
超捻轉（CONTRARY TWISTER）
第18話登場，由潔希卡的衝擊力配合諸井的脆弱力發動。
次元隧道彈（TUNNEL BULLET）
第24話登場，因安迪．W．霍爾要創造能從Vega前往Altair界的次元之門而發動。首先安迪要想著MIX並且進行儲氣，讓其Element能力達到可以造成一個黑洞的等級。同時機體會由人型分離並且重新合體變成四腳機器人，而人型機器人的手部上展開的光束炮則變為砲台的主要武器。發炮後會放出黑洞並創造其擬似次元之門，眾人得以進攻Altair界。
Aquarion Gepada
奏聖葬送曲（TRINITY REQUIEM）
第26話登場，由凱炎、柚葉及克蕾雅發動。Gepard雙手的炮及Spada的能源劍會同時射出三道光束炮。
Solar Aquarion
創聖無限拳（GENESYS MUGEN ATTACK）
第24話登場，《創聖大天使》全系列的經典必殺技之一，機體會伸出射程幾近相當無限長的拳頭，一直追趕著對手攻擊。其威力足以貫穿Afra Gnis的裝甲。
神來天翅
神來無限掌（INFINITE PALM OF THE BUDDHA）
第26話登場，和無限拳的攻擊相近，但能夠逆轉因果，拳頭會比手部先出現。

### Altair界
Abductor
用以收集人類的多腳機械人，全自動操控，武器偏向防守。
名字意指「綁架者」。
Mithra Gnis
神樂．戴姆里的專用機。Altair界最新型號的機體，可以選用四肢或雙腳走動。動作比Abductor和同性合體的Aquarion快上許多。
Mithra一字源自希臘神話的光神，Grease的意思則為「動物油脂」。
Mabius Gnis
基恩．姆梭文的專用機。Altair界最新型號的機體，其射擊能力非常準確。
機體所攜帶的光學武器即使受大氣影響甚深下，仍能作出精確射擊，射擊誤差僅為0.0003。兩翼亦具有實彈武器筴艙。
Mabius Gunis重裝甲型
基恩．姆梭文在第三度與Aquarion交戰時的修改型機體。機體所攜帶的主力武裝改為InField型實彈武器，其威力足以今Aquarion駕駛員的駕駛服損毀。另外並裝上能夠抵擋無限拳的重裝甲。
捷陸畢姆
於第17話經次元之門出現的機體。
無人機，而且有著各種造型和能力（例如可發射急凍光線）。
為《創聖大天使》全系列的經典敵機之一。
Afra Gnis
出雲．神呂木的專用機。機體背後的六塊特殊裝甲能夠吸收敵人的攻擊（例如光線武器的攻擊或導彈的爆炸力，甚至是必殺技「超捻轉」），然後擺出太極陰陽圖並以雙倍反彈出去。
必殺技：母星總力戰砲
第24話登場，由於出雲不想艾莉西亞的犠牲白白浪費而發動。把Iron C系統的全部能源都引導至Afra Gnis，然後透過機體背後的六塊特殊裝甲所組成的大砲發射，威力極強。缺點是需要消耗Altair界所擁有的力量本身。
Mixy Gnis
捷陸畢姆・ヴェルルゼバ
於第21話突然出現的機體。
前作中為由頭翅操控、最強的捷陸畢姆兵。有著比普通捷陸畢姆更高的戰鬥力和更快的速度、怎麼樣的姿勢都能攻擊・防御。能從兩個手腕出現劍、而用像是特技般的攻擊來攪亂敵人、還能因此使出一擊必殺的攻擊。和Aquarion的戰鬥相當激烈。
為前作《創聖大天使》的頭目敵機。

## 用語

### Aquarion相關
新九龍
主角們所居住的地方，由於長期受Abductor襲擊而有大量人民遷出。
有著仿威尼斯的古典水都建設，亦有著最為先進的科技和設計，部分地區更保留了珍貴的傳統建築。
主要以香港（和澳門）的實景作參照，構造城市中各種生活景象。
使用的貨幣為九龍幣。
Neo DEAVA
DEAVA為「地球再生機構（Division of EArth Vitalization Advancement）」。為了與異世界的Abductor對抗而成立的特殊機關。
跟前作《創聖大天使》「DEAVA」有著很多相似之處。
聖天使學園
Neo Deava為了訓練Element能力者而成立的寄宿學校，分為男子部和女子部。學校初期嚴格實行男女分離政策，男子部和女子部之間就有著一道「柏林牆」。學園中的大聖堂裡，有著一萬兩千年前「太陽之翼」拯救地球故事的雕塑。
「柏林牆」於第4話被無限拳擊毀，從此實施男女共學。
Element
指各種不同的特殊能力，能力者年紀較小時較容易顯現。是成為操縱Aquarion/Aquaria的駕駛員所要求的能力。
學園對有關的能力制訂了指數和提升率，於作戰前可作選擇駕駛員的參考。
合體
指三部Vector機組合成為Aquarion/Aquaria的過程。在合體過程中，駕駛員需進行高次元的精神交流和同步，有時更會感受到強烈的情感。
男女合體禁忌
故事開始時，男性機體與女性機體間的合體是絕對禁止的。學園長和多納爾教官均表示男女機貿然合體，可能會引發某個嚴重意外。
隨著Aquarion EVOL出現而打破。
威瑟石
為阻止男女機體合體而設置於機體上的裝置，外觀像是一顆紫水晶。
當Aquarion EVOL第一次在故事裡被合成時，機體上的威瑟石粉碎四散。
創聖合體
在遙遠的過去中，Aquarion作出的合體型態。於世界瀕臨毀滅的時候，這個合體將會拯救世界和人類。
在本作的時間點上，成為只存於神話中的名詞。
《Aquaria舞動於空》
10年前首映，一部關於12000年前人類與墮天翅族戰爭傳說的電影，為本系列故事前作結局的內容。然而影片內容與前作內容存有誤差，如角色名稱有了微小的改變，阿波羅（アポロ）變成了阿波隆（アポロン），西薇亞（シルヴィア）則變成了希爾菲（シルフィ），男主角看起來像墮天翅一族等等。
雖然電影本身評價一般，但其主題曲卻在電影節裡得獎，其主題曲的主唱是扮演女主角西薇亞的演員艾莉西亞。
於第12話柏林牆下以電子方式播放。
這電影亦在Altair放映。
Aquarion的悲劇
9年前的事件。當時仍使用男女合體的Aquarion因為其中兩人戀愛，而導致Element操控能力出現異常數值，最終暴走。
事件中兩位女性Element能力者失蹤。當時作為頭部的多納爾奇蹟生還，但也受了重傷並失去了雙手。
創聖之書
Neo Deava一直尋找的書，傳說中得到後可以隨心所欲地操控Aquarion。
雙星之書
原為創聖之書，不過變成同時記載著Altair和Vega（即地球）的24,000多年歷史的書。

### Altair界相關
Altair界（牛郎星）
一個剩下男性，有著種族滅絕危機的星球。
事實上並也是地球，為12,000年前的前作《創聖大天使》的生命之樹枯萎以後，世界失去平衡，並從原來的地球所分裂出來的星球。與Vega（織女星）互為平行宇宙、異次元或反世界的存在。儘管被分裂出來，但仍然是相互吸引的星球。
外表為紅色的星球，空氣污染嚴重。
在十多年前，因著異變而令星球不再有女嬰出生，隨後又因為詛咒導致女性會變男性。
於第25話被轉移到Vega的次元，差點要與Vega撞毀。
次元之門
空中飄浮的門，連接Altair界、織女星以及其他次元地區的通道。只有特定人士核准才能打開。
打開次元之門需要消耗龐大的能量。每當打開次元之門，Altair界所僅存的能量就會隨之被削減。
Vega（織女星）
Altair界對阿馬塔等人所在星球的統稱。
Rare Igler
Altair界對織女星人的統稱，為某個重要計劃而積極收集當中。
雖然很像能夠抵抗Altair界的詛咒，惟大部分都在來到Altair界以後死亡或變質。
夏娃（Eve）
Altair界某個重要計劃中用以重新繁殖後代的一名女子。
夏娃（Eve）的詛咒
女性到達Altair界以後，可能會死亡或是活下來後身體與心靈都逐漸男性化（即是變質）。
Iron C系統
由出雲的母親奧麗莎所創造的系統，以為Altair界帶來繁榮與平安。整個星球的地表都被裝上支架的鐵板所覆蓋著。在打開次元之門的時候提供啟動的能源。但目前由於不明原因的輸出率低下，控制系統出現了故障，爆炸事故頻發。
事實上為導致Altair界沒有女性以及「夏娃的詛咒」的元凶，因為它從星球的大地攝取出能量，但另一方面也可能因此奪去了星球母性的能量。

## 製作人員
- 原作：河森正治、SATELIGHT
- 企劃：永田勝治、小崎宏、二宮清隆、垰義孝、鵜之澤伸、佐藤道明
- 總監督、Aquarion設計：河森正治
- 監督：山本裕介
- 系列構成：岡田麿里
- 角色原案：倉花千夏、石田可奈
- 角色設計、總作畫監督：石田可奈、丸藤廣貴
- 概念設計：Thomas Romain
- 大型機械設計：Stanislas Brunet、高倉武史
- 屏幕映像設計：笹倉逸郎
- 大型機械美術：天神英貴
- 美術監督：吉原俊一郎
- 剪接：定松剛
- CG製作：橋本
- CGI設定：原田丈
- 攝影監督：岩崎敦
- 色彩設計：中山久美子
- 音樂：菅野洋子、大塚彩子
- 音響監督：三間雅文
- 音響效果：倉橋靜男
- 音樂製作人：佐佐木史朗
- 音樂製作：flying DOG
- 音樂導演：井上裕香子
- 動畫製作人：葛西勵、高橋
- 動畫製作：SATELIGHT×8bit
- 製作：Project AQUARION EVOL（Media Factory、博報堂DY Media Partners、東北新社、萬代、BANDAI NAMCO Games、SATELIGHT）

## 主題曲
片頭曲
（你的神話～Aquarion第二章）（第3話－第13話、第15話）
作詞：Gabriela Robin
作曲、編曲：菅野洋子
歌：AKINO with bless4
「ZOO」（第16話－第26話）
作詞：Gabriela Robin、岩里祐穂
作曲、編曲：菅野洋子
歌：AKINO with bless4
片尾曲
（月光交響曲）（第1話－第14話、第23話）
作詞：Gabriela Robin
作曲、編曲：菅野洋子
歌：AKINO＆AIKI from bless4
（第15話－第22話、第25話）
作詞：Gabriela Robin、新居昭乃
作曲、編曲：菅野洋子
歌：柚葉・蘇爾（小倉唯）
插入歌
（夏娃的碎片）（第4話、第6話、第11話、第17話）
作詞：Gabriela Robin
作曲、編曲：菅野洋子
歌：AKINO with bless4
「Go Tight!」（第8話）
作詞：岩里祐穂
作曲、編曲：菅野洋子
歌：AKINO with bless4
（驕傲～嘆息的旅途）（第10話、第18話、第24話）
作詞：岩里祐穂
作曲、編曲：菅野洋子
歌：AKINO with bless4
（Aquaria舞動於空）（第12話、第15話、第19話、第24話）
作詞：Gabriela Robin
作曲、編曲：菅野洋子
歌：The Member of LSOT
（第13話）
作詞：岩里祐穂
作曲、編曲：菅野洋子
歌：AKINO with bless4
「Genesis of Aquarion」（第14話、第26話）
作詞：岩里祐穂
作曲、編曲：菅野洋子
英語詞：bless4
歌：AKINO from bless4
（創聖機械天使）（第16話）
作詞：岩里祐穂
作曲、編曲：菅野洋子
歌：AKINO from bless4
（第22話）
作詞：岩里祐穂
作曲、編曲：菅野洋子
歌：AKINO from bless4
（第22話）
作詞：岡田麿里、Gabriela Robin
作曲、編曲：菅野洋子
歌：The Little Singers of Tokyo
「ZERO 」（第26話）
作詞：岩里祐穂、Gabriela Robin
作曲、編曲：菅野洋子
歌：AKINO from bless4

## 各話列表
| 話數   | 日文標題            | 中文標題             | 劇本     | 分鏡              | 演出       | 作畫監督                                        | 總作畫監督                   |
| ------ | ------------------- | -------------------- | -------- | ----------------- | ---------- | ----------------------------------------------- | ---------------------------- |
| 第1話  | [ 28 ]              | 擁抱終結之神話       | 岡田麿里 | 河森正治 山本裕介 | 米田和博   | 米澤優                                          | 石田可奈                     |
| 第2話  | [ 28 ]              | 禁忌合體             | 岡田麿里 | 河森正治 山本裕介 | 大川原保豪 | 小峰正頼 丸藤廣貴                               | 丸藤廣貴                     |
| 第3話  |                     | 心跳指數☆急上昇      | 岡田麿里 | 米田和博          | 米田和博   | 吉川真帆                                        | 石田可奈                     |
| 第4話  | 〜conquer oneself〜 | 牆〜征服自己〜       | 岡田麿里 | 菊地康仁          | 吉澤俊一   | 丸藤廣貴 町田真一                               | 丸藤廣貴                     |
| 第5話  |                     | 戀愛禁止令           | 岡田麿里 | 山本裕介          | 浅見松雄   | 後藤望                                          | 石田可奈                     |
| 第6話  |                     | 生命的激動           | 岡田麿里 | 藤川太            | 大野和壽   | 丸藤廣貴 山門郁夫                               | 丸藤廣貴                     |
| 第7話  |                     | 真夜中的少女         | 山口宏   | 米田和博          | 米田和博   | 小泉初榮 山門郁夫                               | 石田可奈                     |
| 第8話  |                     | 暴露吧               | 横谷昌宏 | 大野和壽 菊地康仁 | 博史池畠   | 酒井孝裕 横松雄馬 小菅洋                        | 丸藤廣貴                     |
| 第9話  |                     | 男與女的易位構詞遊戲 | 大西信介 | 吉澤俊一          | 吉澤俊一   | 米澤優                                          | 石田可奈                     |
| 第10話 |                     | 獨眼的轉校生         | 大西信介 | 阿保孝雄          | 阿保孝雄   | 三好和也                                        | 丸藤廣貴                     |
| 第11話 |                     | 野性的旨意           | 岡田麿里 | 大川原保豪        | 大川原保豪 | 佐藤壽子                                        | 丸藤廣貴                     |
| 第12話 |                     | Aquaria舞動於空      | 橫谷昌宏 | 笹木信作          | 橋本巨樹   | 後藤望 住本悦子                                 | 石田可奈                     |
| 第13話 |                     | 墜落的巨人           | 山口宏   | 河森正治          | 米田和博   | 吉川真帆                                        | 石田可奈                     |
| 第14話 |                     | 各自的前程           | 岡田麿里 | 安田賢司 河森正治 | 大野和壽   | 丸藤廣貴 山田歩 梅村朋未 米澤優 關口雅浩 今岡大 | 丸藤廣貴                     |
| 第15話 |                     | 愛的野獸們           | 大西信介 | 高橋裕一          | 高橋裕一   | 高橋裕一 入江篤                                 | 石田可奈                     |
| 第16話 |                     | 靈魂的告白           | 山口宏   | 安田賢司          | 羽多野浩平 | 福世孝明                                        | 丸藤廣貴                     |
| 第17話 |                     | 噴發吧生命           | 横谷昌宏 | 誌村宏明          | 阿部雅司   | 三好和也 畑智司                                 | 石田可奈 千羽由利子          |
| 第18話 |                     | Rare Igler           | 大西信介 | 安田賢司          | 中山敦史   | 阿部智之                                        | 丸藤廣貴                     |
| 第19話 |                     | 第一次再會           | 岡田麿里 | 米田和博          | 米田和博   | 米澤優                                          | 石田可奈                     |
| 第20話 | MI・XY              | MI・XY               | 山口宏   | 菊地康仁          | 吉澤俊一   | 半澤淳 關口雅浩                                 | 丸藤廣貴                     |
| 第21話 |                     | 接吻                 | 橫谷昌宏 | 阿保孝雄          | 阿保孝雄   | 吉川真帆                                        | 石田可奈                     |
| 第22話 |                     | 復活之翼             | 橫谷昌宏 | 安田賢司          | 浅見松雄   | 入江篤 梅村朋未                                 | 丸藤廣貴                     |
| 第23話 |                     | 神話旋律             | 山口宏   | 佐藤英一          | 中山敦史   | 阿部智之                                        | 石田可奈 千羽由利子          |
| 第24話 | ephemera            | 稍縱即逝的生命       | 大西信介 | 津田尚克 山本裕介 | 羽多野浩平 | 福世孝明                                        | 丸藤廣貴                     |
| 第25話 |                     | 亞當的碎片           | 岡田麿里 | 大川原保豪        | 大川原保豪 | 小峰正賴 佐藤壽子                               | 丸藤廣貴 石田可奈 千羽由利子 |
| 第26話 | LOVE                | 愛                   | 岡田麿里 | 河森正治 山本裕介 | 米田和博   | 石田可奈 丸藤廣貴                               | -                            |

## 播放電視台
| 播放地區       | 電視台         | 播放日期                 | 播放時間              | 電視台系列 | 備註         |
| -------------- | -------------- | ------------------------ | --------------------- | ---------- | ------------ |
| 關東廣域圏     | 東京電視台     | 2012年1月8日 － 6月24日  | 星期日 25:35 － 26:05 | 東京電視網 |              |
| 大阪府         | 大阪電視台     | 2012年1月9日 － 6月25日  | 星期一 25:10 － 25:40 | 東京電視網 |              |
| 福岡縣         | TVQ九州放送    | 2012年1月9日 － 6月25日  | 星期一 26:23 － 26:53 | 東京電視網 |              |
| 北海道         | 北海道電視台   | 2012年1月12日 － 6月28日 | 星期四 26:30 － 27:00 | 東京電視網 |              |
| 愛知縣         | 愛知電視台     | 2012年1月13日 － 6月29日 | 星期五 26:30 － 27:00 | 東京電視網 |              |
| 岡山縣、香川縣 | 瀨戶內電視台   | 2012年1月14日 － 6月30日 | 星期六 26:35 － 27:05 | 東京電視網 |              |
| 日本全域       | ファミリー劇場 | 2012年1月15日 － 7月1日  | 星期日 18:30 － 19:00 | CS放送     | 另有重播時段 |
| 日本全域       | NICONICO頻道   | 2012年1月16日 － 7月2日  | 星期一 24:00 更新     | 網絡配信   |              |
| 日本全域       | 萬代頻道       | 2012年1月30日 － 7月16日 | 星期一 12:00 更新     | 網絡配信   |              |

## 關聯項目
- 創聖機械天使
- 創聖機械天使LOGOS
- 第3次超級機器人大戰Z 時獄篇&天獄篇